# Museo Nacional del Azulejo (Portugal)

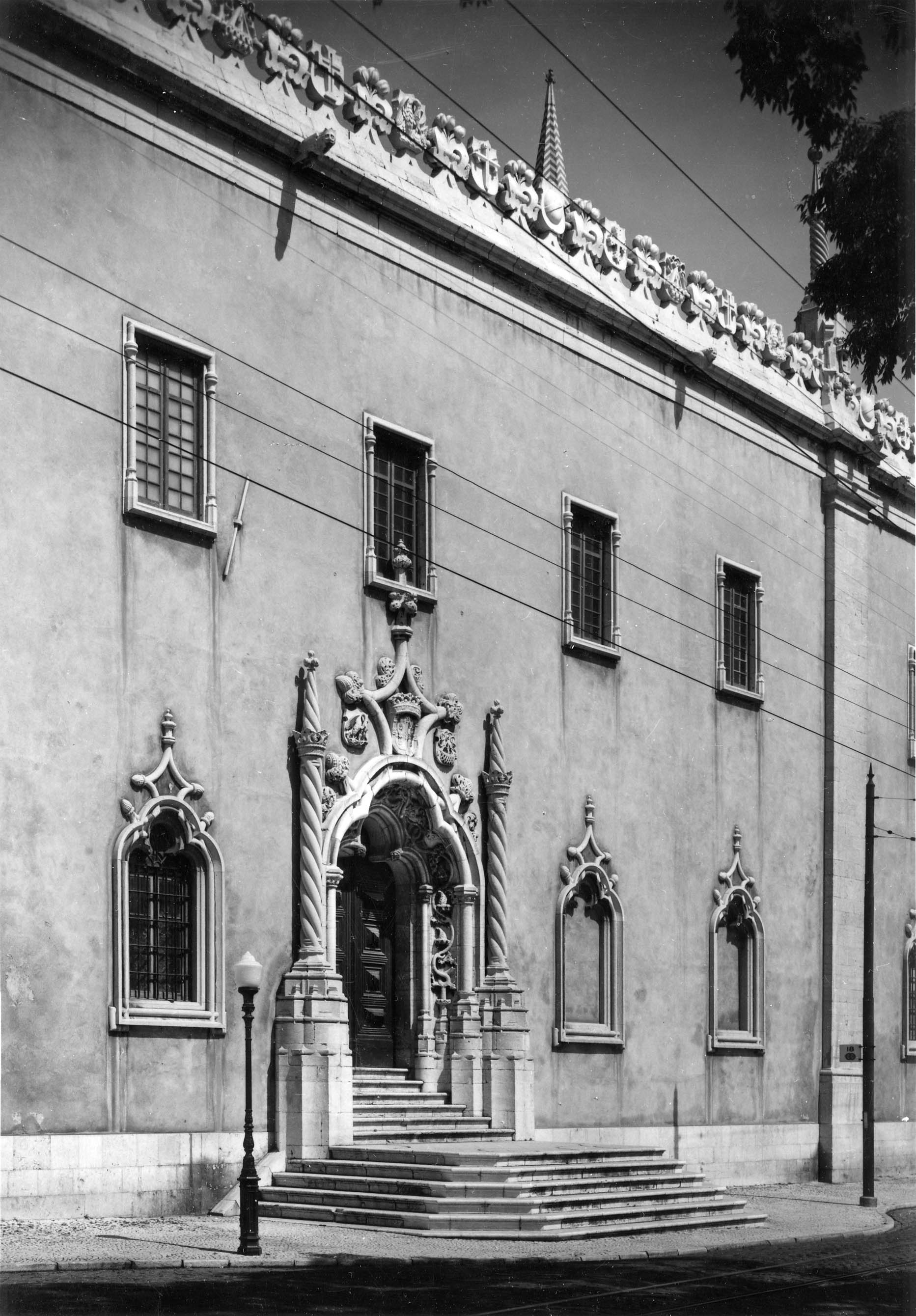
Iglesia del Convento de la Madre de Dios

El Museo Nacional del Azulejo es un museo estatal portugués situado en Lisboa, uno de los mejores museos del mundo en su género. Muestra la evolución de este importante apartado de las disciplinas de la cerámica, especialmente arraigada en Portugal.

## Edificio

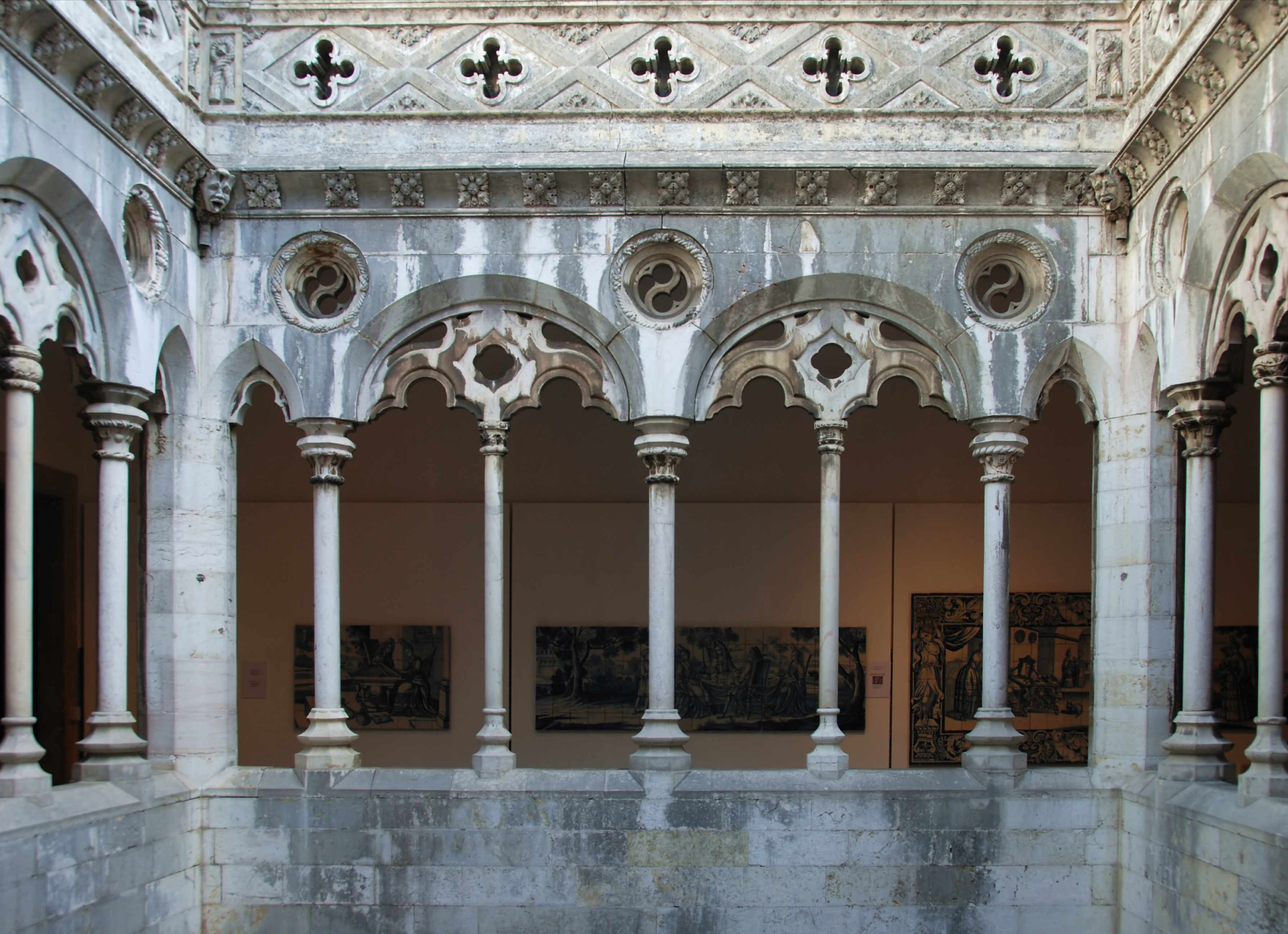
El Pequeño Claustro del Mosteiro da Madre de Deus (Monasterio de la Madre de Dios), Lisboa, donde se encuentra el Museo Nacional del Azulejo.

El museo está situado en el convento de la Madre de Deus, fundado por Doña Leonor, viuda de Juan II en 1509. Es un edificio de estilo manuelino, con una destacable iglesia que fue restaurada durante el reinado de Juan III, siguiendo el diseño original renacentista. La decoración barroca del monumento fue añadida por José V.

### Iglesia de la Madre de Deus
La iglesia de la Madre de Deus fue finalizada a mediados del siglo XVI, pero fue a los dos siglos de estar construida cuando se le añadió su rica decoración, bajo mandato del rey Juan V. El altar rococó que la preside fue añadido después del terremoto que asoló Lisboa en 1755.

### Claustros
El monasterio cuenta con dos claustros, uno más grande de estilo renacentista, obra de Diogo de Torralva, en sus dos plantas se exhiben azulejos del siglo XVIII. Hay otro claustro más pequeño, el claustro manuelino, que es parte del convento original. Este claustro está decorado con azulejos de bellos motivos geométricos que fueron añadidos durante las reformas del siglo XVII y actualmente están integrados como parte de la exposición permanente del museo.

### Portal
Una antigua puerta que daba acceso a la iglesia, fue reconstruida en el estilo manuelino original a través de un cuadro.

## Colecciones
El museo muestra una colección de 7000 piezas que abarcan azulejos españoles, holandeses, ingleses, alemanes, belgas y sobre todo, portugueses de estilos árabe, oriental, rococó, barroco, renacentista, modernista, pombalino, neoclásico, romántico, ecléctico, industrial, y moderno que se exponen a modo de cuadros por las paredes de todas las salas antes nombradas.
Entre las piezas destaca el de Nossa Senhora da Vida, parte de un altar de mayólica de estilo renacentista, que representa la adoración de los pastores.
El museo además de azulejos exhibe cerámicas, grabados y herramientas de alfarería. En la colección permanente están expuestas obras de los mejores autores de azulejos de todos los tiempos y manufacturas de las fábricas y talleres más importantes de España y Portugal.

### Organización del museo
- Planta baja. Se exponen azulejos desde su introducción hasta el siglo XVII:

- Sala 1 - Los primeros azulejos
- Sala 2 - Azulejos árabes
- Sala 3 - Azulejos del siglo XVI
- Sala 4 - Azulejos del siglo XVI
- Sala 5 - Azulejos del siglo XVI
- Sala 6 - Azulejos del siglo XVII
- Sala 7 - Azulejos del siglo XVII

Están además integradas en el recorrido museístico de la planta baja las siguientes salas:
- Sala A - Capilla de Doña Leonor
- Sala B - Bajo coro
- Sala C - Iglesia de la Madre de Deus
- Sala D - Claustro pequeño o manuelino
- Sala E - Claustro grande o renacentista

- Planta primera. Se exhiben en este piso azulejos desde el siglo XVIII hasta el XX:

- Sala 8 - Azulejos del siglo XVII
- Sala 9 - Azulejos del siglo XVII
- Sala 10 - Azulejos del siglo XVII
- Sala 11 - Azulejos del siglo XVIII
- Sala 12 - Azulejos del siglo XVIII
- Sala 13 - Azulejos del siglo XVIII
- Sala 14 - Azulejos del siglo XIX
- Sala 15 - Azulejos del siglo XX

En esta planta se encuentran además:
- Sala F - Capilla de San Antonio
- Sala G - Coro

- Planta segunda. En esta planta hay una sala a la que se accede a través de la primera planta y que muestra la Gran Visión de Lisboa, la pieza más importante del museo que muestra el paisaje lisboeta antes del terrible terremoto de 1755, que asoló la ciudad.

## Actividades y servicios
El museo cuenta con una sala de exposiciones temporales, un restaurante decorado con azulejos del siglo XX, que representan diversos alimentos, así como tienda, centro de información, aseos y cafetería. También cuenta con un variado y rico programa de conferencias y charlas de carácter didáctico.